# Садки (Великолукский район)
Садки — деревня в Великолукском районе Псковской области России. Входит в состав сельского поселения «Шелковская волость».
Расположена в центре волости, на левом берегу реки Вятица (правый приток Крупицы), в 18 км по дорогам или в 4 км к востоку от границы райцентра Великие Луки. В 1 км к юго-востоку находится деревня Першино.

## Население
Численность населения деревни по состоянию на 2000 год составляла 21 житель, на 2010 год — 19 жителей.